# Joensuun Iloiset Peli-Pojat
JIPPO (steht für Joensuun Iloiset Peli-Pojat) ist ein finnischer Fußballverein aus Joensuu, der derzeit in der Ykkösliiga, der zweithöchsten finnischen Liga spielt. Heimspiele werden im Mehtimäki oder der Indoor-Arena Hope Arena ausgetragen.

## Geschichte
JIPPO entstand im Jahre 2001 durch den Zusammenschluss von JiiPee und Ratanat – die beide in der Kakkonen, der dritthöchsten finnischen Klasse, spielten und in der JIPPO die ersten vier Jahre von 2002 bis 2005 spielte. Der Aufstieg in die Ykkönen gelang in der Saison 2006, nachdem JIPPO die Ost-Gruppe der Kakkonen gewann und Klubi-04 2-1 in den Play-offs um den Aufstieg schlug. Arpad Mester schoss das entscheidende Tor. 2014 schloss man die Saison mit nur fünf Siegen und fünf Unentschieden als Tabellenvorletzter ab und stieg somit wieder in die drittklassige Kakkonen ab. Am Ende der Saison 2020 gelang erneut der Aufstieg in die Ykkönen, aus der die Mannschaft in der folgenden Spielzeit 2021 jedoch direkt wieder abstieg.

## Frühere Spieler
- Gerson Aboagye
- Sasha Anttilainen
- Lauri Dalla Valle
- Johannes Mononen